# Barbarismo
Barbarismo é o erro de pronúncia, grafia ou uso de uma determinada palavra. Quando o erro é propositado, o barbarismo é uma figura de linguagem, que pode ter função estética em uma narrativa (por exemplo, ao se representar a fala corrente de uma personagem de baixa escolaridade em determinada história). Quando o uso é acidental, o barbarismo é um vício de linguagem, pois a violação da norma culta dá-se por desconhecimento ou descuido, podendo comprometer a função comunicativa.
- Ex.:
  - Pronúncia: "récorde" (o correto é a tonicidade no fonema "cor")
  - Grafia: "advinhar" (ausência da vogal "i" após a consoante "d")
  - Uso inadequado de homônimos ou parônimos: na frase, "A chuva interrompeu o tráfico de veículos", tráfico foi, incorretamente, usada no lugar da palavra "tráfego".

O estrangeirismo é uma das possibilidades de barbarismo. É vício de linguagem quando se emprega palavras estrangeiras no lugar das vernáculas, fora da linguagem da informática, da internet e do mundo dos negócios, por desprezo ou desconhecimento, ou quando utilizamos qualquer palavra com sentido que não lhe pertence por influência de outra língua.". O estrangeirismo enquanto figura de linguagem consiste no uso consciente de palavras estrangeiras com fins estéticos ou artísticos. A prefeitura de Pouso Alegre proibiu, através de multas, erros ortográficos em propagandas.

## Exemplos
- "Depois do cocktail, ela me contou a verdade." (Cocktail no lugar de coquetel).
- "Vamos fazer um tour pela cidade." (Tour no lugar de passeio).
- "Ela não conseguiu realizar que sua juventude acabara." (Realizar no lugar de dar-se conta) Por influência do significado do verbo inglês 'to realize', que significa 'perceber' em português, houve aqui uma troca de sentido pois 'realizar' em português quer dizer 'fazer, efetuar, proceder, praticar, executar, atuar, operar, formar, criar, gerar, produzir, elaborar').
- "Eu assumi que ele já tinha chegado." (Assumi no lugar de supus). Um falante da língua inglesa que esteja aprendendo português tenderá a usar o verbo 'assumir' com o mesmo significado de seu cognato em inglês: 'to assume', que significa 'supor' em português. Houve uma troca de sentido pois 'assumir' em português significa 'tomar para si ou sobre si, responsabilizar-se, atribuir-se, encarregar-se', com o mesmo significado que trouxe do latim 'assumere'.

- Exemplos de estrangeirismo como figura de linguagem:
  - "Venha provar meu brunch."
  - "Saiba que eu tenho Approach."
  - "Na hora do rush."
  - "Eu ando de ferryboat."  (Samba Do Approach - Zeca Baleiro)